# 16-й армійський корпус (Третій Рейх)
XVI-й (16-й) армі́йський ко́рпус (нім. XVI. Armeekorps) — армійський корпус Вермахту за часів Другої світової війни. 17 лютого 1941 на базі корпусу створена 4-та танкова група.

## Історія
XVI-й армійський корпус був сформований 4 лютого 1938 в Берліні в 3-му військовому окрузі (нім. Wehrkreis III).

## Райони бойових дій
- Німеччина (лютий 1938 — вересень 1939);
- Польща (вересень 1939 — травень 1940);
- Бельгія та Північна Франція (травень 1940 — лютий 1941);
- СРСР (північний напрямок) (липень — грудень 1944);
- Курляндський котел (грудень 1944 — травень 1945).

## Командування

### Командири
Перше формування
- генерал-лейтенант Гейнц Вільгельм Гудеріан (нім. Heinz Guderian) (4 лютого — 24 листопада 1938);
- генерал-лейтенант, з 20 квітня 1939 — генерал кавалерії, з 19 липня 1940 — генерал-полковник Еріх Гепнер (нім. Erich Hoepner) (24 листопада 1938 — 17 лютого 1941);

Друге формування
- генерал кавалерії Філіпп Клеффель (нім. Philipp Kleffel) (формування — 20 жовтня 1944);
- генерал-лейтенант Горст фон Меллентін (нім. Horst von Mellenthin) (20 жовтня — 20 листопада 1944), ТВО;
- генерал кавалерії Філіпп Клеффель (20 листопада — грудень 1944);
- генерал від інфантерії Ернст-Антон фон Крозіг (нім. Ernst-Anton von Krosigk) (грудень 1944 — 15 березня 1945);
- генерал-лейтенант Готтфрід Вебер (нім. Gottfried Weber) (15 березня — 8 травня 1945).

## Бойовий склад 16-го армійського корпусу
Формування управління, забезпечення та підтримки
- 30-те артилерійське командування (Arko 30),
- 473-тє управління корпусного постачання (Korps-Nachschubtruppen 473), з 1944 - 1416-те управління корпусного постачання;
- 62-й корпусний батальйон зв'язку (Korps-Nachrichten-Abteilung 62), з 1944 - 1416-й корпусний батальйон зв'язку.

- 1-ша легка дивізія (1. leichte Division);
- 1-ша танкова дивізія (1. Panzer-Division);
- Піхотний полк Лейбштандарте-СС «Адольф Гітлер» (SS-Infanterie-Regiment "LAH").

- 1-ша танкова дивізія;
- 3-тя танкова дивізія (3. Panzer-Division);
- 14-та піхотна дивізія (14. Infanterie-Division);
- 31-ша піхотна дивізія (31. Infanterie-Division).

- 3-тя танкова дивізія;
- 7-ма піхотна дивізія (7. Infanterie-Division);
- 14-та піхотна дивізія;
- 31-ша піхотна дивізія.

- 7-ма піхотна дивізія;
- 14-та піхотна дивізія;
- 31-ша піхотна дивізія.

- 3-тя танкова дивізія.

- 3-тя танкова дивізія;
- 4-та танкова дивізія (4. Panzer-Division);
- 4-та піхотна дивізія (4. Infanterie-Division);
- 33-тя піхотна дивізія (33. Infanterie-Division);
- Резервна дивізія СС (SS-Verfügungstruppe);
- Полк СС «Адольф Гітлер».

- 1-ша танкова дивізія;
- 6-та танкова дивізія (6. Panzer-Division).

- 81-ша піхотна дивізія (81. Infanterie-Division);
- 93-тя піхотна дивізія (93. Infanterie-Division).

- 81-ша піхотна дивізія;
- 21-ша авіапольова дивізія (21. Luftwaffen-Feld-Division);
- 300-та дивізія особливого призначення (Division z.b.V. 300);